# 下浒镇
下浒镇，是中华人民共和国福建省宁德市霞浦县下辖的一个乡镇级行政单位。

## 行政区划
下浒镇下辖以下地区：
下浒社区、下浒村、前洋村、西岐村、柏溪村、柘洋村、赤壁村、三洲村、磺砂村、上澳村、文星明村、王家衕村、石湖村、留金村、金蟹村、延亭村、四斗村、九斗洋村、大安村、居安村、浒水村和外浒村。